# Krzysztof von Schaffgotsch

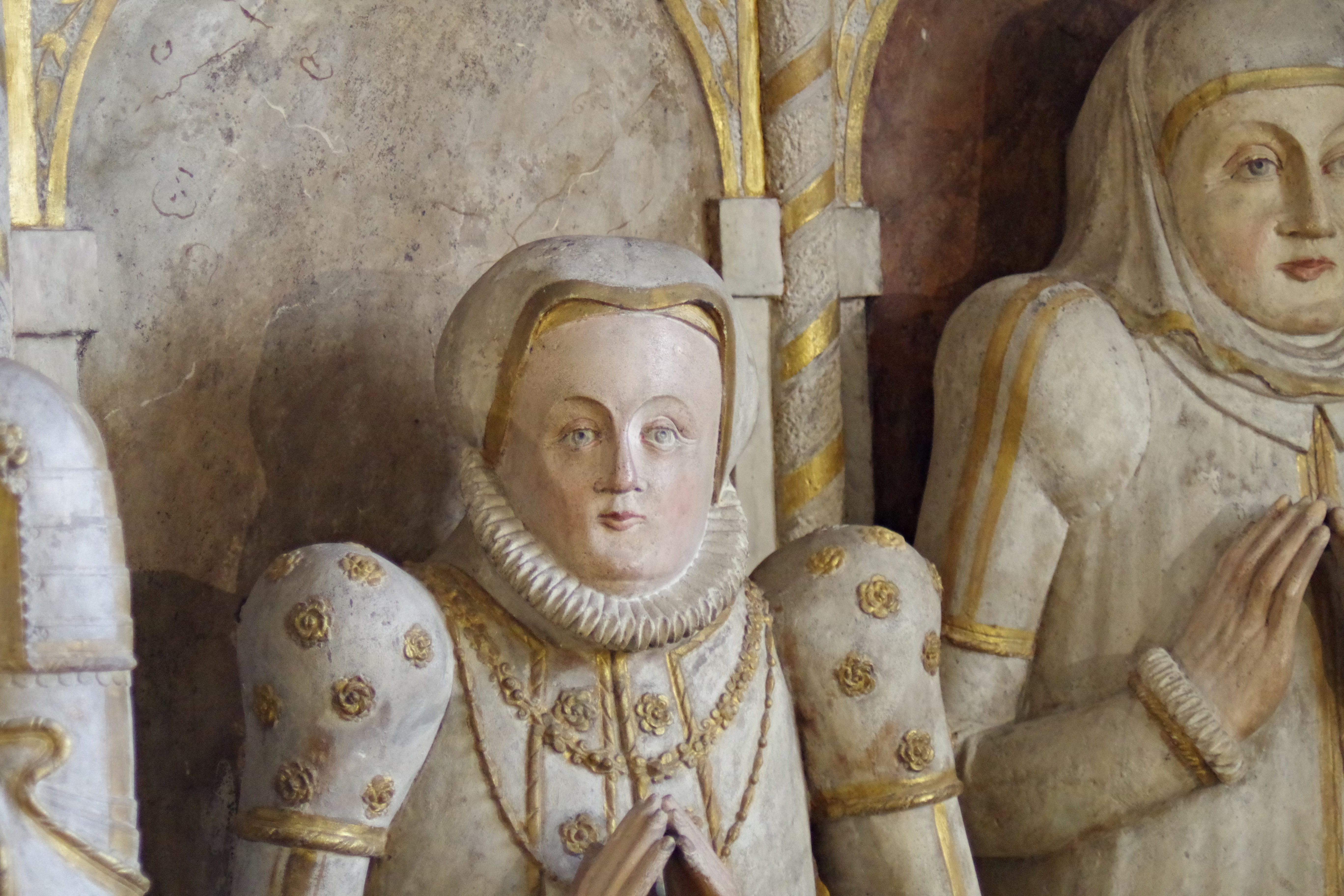
Magdalena (L), pierwsza żona; Magdalena Zedlitz (P), żona Hansa II

Krzysztof von Schaffgotsch (ur. 27 marca 1552 w Czernicy, zm. 9 czerwca 1601 w Cieplicach)  – kanclerz księstwa świdnicko-jaworskiego.
Krzysztof był synem Baltazara I Schaffgotscha (1520–1567) i Magdaleny von Kittlitz, wnukiem Kaspara l (zm. 1534). Pobierał nauki na uniwersytetach. Następnie przebywał na dworze elektora saskiego Augustyna Wettyna (1526 –1586), u którego pełnił funkcję podskarbiego. Uczestniczył w wielu kampaniach wojennych na terenie Europy, odbył również podróże do Francji i Włoch. Był panem na zamkach: Chojnik, Gryf i Kamienica, kanclerzem księstwa świdnicko-jaworskiego, a także baronem cesarstwa na Żmigrodzie i właścicielem dworu w Podgórzynie. 
Był dwukrotnie żonaty z:
- Magdaleną von Schaffgotsch (⚭ 1578, zm. w 1587).
- Eleonorą von Promnitz (1576–1611)[1]. Dzieci z Eleonorą:
  - Hans Ulrich von Schaffgotsch,
  - Magdalena;
  - Anna,
  - Ludmilla[2].

Pochowany został w grobowcu rodzinnym zbudowanym przez Hansa II Schaffgotscha  w kościele św. Jadwigi w Gryfowie Śląskim. 

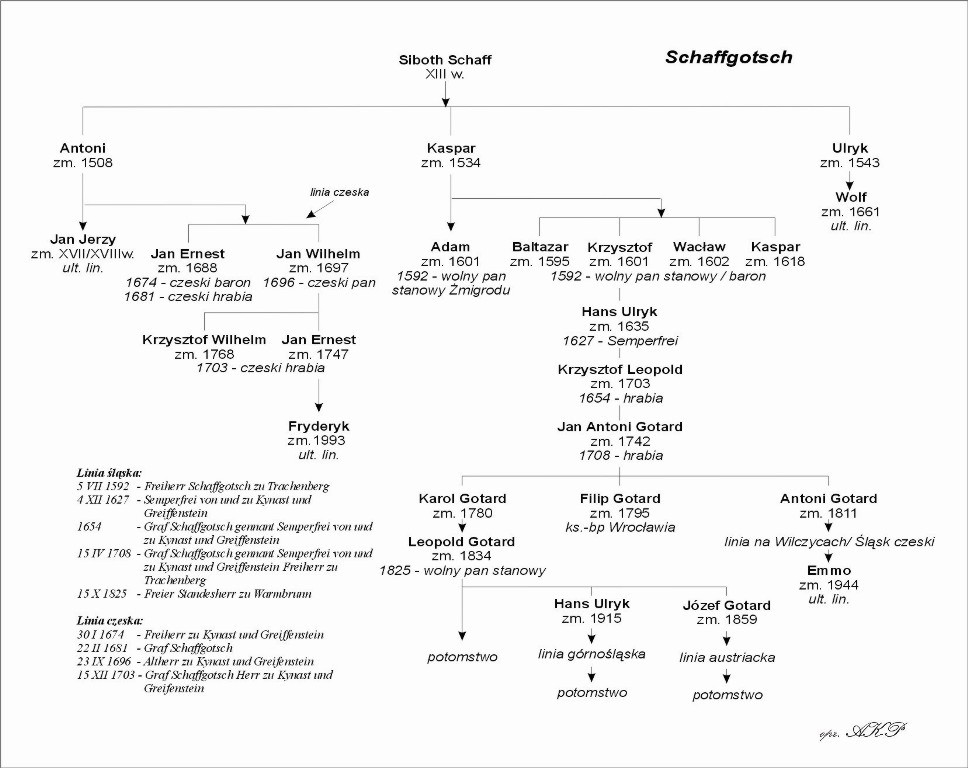
Główne linie rodu Schaffgotsch